# Kid Wolfe
Kid Wolfe (* 11. Juni 1895 in Russland; † 22. April 1975 in Cleveland, Ohio, USA) war ein US-amerikanischer Boxer im Superbantamgewicht. Er wurde von Tommy McGinty gemanagt.

## Profikarriere
Am 18. April 1911 boxte Wolfe in seinem Profidebüt gegen Cal Delaney nur unentschieden. 
Am 21. September 1921 trat Wolfe gegen Joe Lynch an und schlug ihn über 15 Runden durch einstimmigen Beschluss. Dieser Sieg brachte ihm den linearen Weltmeistertitel ein. Wolfe war zugleich der erste lineare Weltmeister in dieser Gewichtsklasse.
Ende August des darauffolgenden Jahres verlor er diesen Titel allerdings bereits an Carl Duane nach Punkten.
Im Jahre 1931 beendete Kid Wolfe seine Karriere.